# Lugduname
Le lugduname (du nom gallo-romain Lugdunum de Lyon) est le composé le plus sucré connu en 2008, avec un pouvoir sucrant estimé à 230 000 fois celui du saccharose (sucre de table) à nombre de mole équivalent.
Il a aussi été montré que le lugduname et le carrelame sont aussi les composés les plus sucrés pour les cochons.
Le lugduname est un composé artificiel qui fait partie de la famille des acides guaniliques, des guanidines combinées avec un acide acétique, qui sont très sucrés :
- carrelame (200 000 à nombre de mole équivalente) ;
- sucrononate (200 000 à nombre de mole équivalente) ;
- bernardame (188 000 à nombre de mole équivalente) ;
- sucrooctate (162 000 à nombre de mole équivalente).

Pour comparaison, la thaumatine (une protéine) est le composé naturel le plus sucré, 2000 à 3000 fois plus sucré que le saccharose (à nombre de mole équivalent).